# 生田依子
生田 依子（いくた よりこ、1972年9月1日 - ）は、日本の女優、タレント、アダルトモデル。本名同じ。山口県出身。以前の所属事務所はホリプロ。

## 来歴・人物
1993年、プレイメイトジャパンに選ばれる。同じくプレイメイトに選ばれたメンバー（サンミュージックグループ所属の杉本夕子、芸映所属の麻井美緒）とともにアイドルグループJ-KISS（後にJガールに改称）を結成。ヌード写真集や雑誌のヌードグラビアで活躍するほか、日本テレビのバラエティー番組『スーパージョッキー』などに出演した。1994年4月には歌手デビューを果たす。グループ活動休止後はテレビドラマやオリジナルビデオで女優として活動した。

## 主な出演作品

### テレビドラマ
- カケオチのススメ（1995年、テレビ朝日）
- 対極の天　恋愛二都物語（1996年、フジテレビ）
- ガールズplus1第20話（1996年、フジテレビ）
- しようよ♡（1996年、テレビ朝日）
- サンタが殺しにやって来た（1996年、関西テレビ）

### その他テレビ番組
- スーパージョッキー（バラエティー番組、日本テレビ系）
- ものまねバトル大賞（バラエティー番組、日本テレビ系）

### オリジナルビデオ
- 縄師事件簿（1996年）- ヒロイン
- パチプロ浪花梁山泊5 軍団最大の危機（1997年）
- パチプロ浪花梁山泊6 起死回生の逆転劇（1998年）
- 健康師ダン（1998年）- シンシア役

## 書籍
写真集
- J-KISS写真集 微睡 MADOROMI（1994年、集英社）

## ディスコグラフィー
- サルサでKISS!〜J・KISS HIT PARADE'94〜（1994年、コロムビアミュージックエンタテインメント）